# 辟邪劍法
辟邪劍法，金庸武俠小說《笑傲江湖》中的絕世武功，載有其七十二路劍法的《辟邪劍譜》是小說中许多人梦寐以求的武林秘笈，亦是串連整個故事的主要秘笈。

## 淵源
在令狐沖與少林方证大师、武當沖虛道长於懸空寺密會時，方證與沖虛告訴令狐沖有關「辟邪劍法」的來歷：當年福建少林寺的和尚渡元奉紅葉禪師之命前往華山，讨回被華山派门人岳肅與蔡子峰偷錄的《葵花寶典》殘本，但岳、蔡二人誤以為渡元禪師曾修習寶典，反而向他請教寶典上的武學疑義，渡元一邊以自身的武學基礎回應，一邊暗自記憶聽到的寶典內容。渡元靠著過人的記憶力，將領悟到的內容写于袈裟之上，即為辟邪劍法，後來也不回福建少林寺，還俗並自稱為林遠圖，開設福威鏢局，名震江湖。
方證大師認為當時岳蔡二人所記的，本已不多，經過這麼一轉述，不免又打了折扣，但是他們的手錄本殘缺不全，本上所錄，只怕還不及林遠圖所悟。
華山派分裂為氣、劍二宗也由此而來，氣宗始祖為岳肅、劍宗始祖為蔡子峰。

## 發展
林遠圖曾以此劍法威震江湖，死前將記載著劍譜的袈裟藏於福州舊宅之中，卻立下不透露劍法精要於後人的祖訓。之後劍譜代代相傳，至第三代林震南時，鏢局之人所練的辟邪劍法成了平平無奇的普通武功，因此鏢局之名日墮；外人大多以為林震南資質不足而無法發揮辟邪劍法的真正威力，同時深信若習成劍法必可使劍招化腐朽為神奇，因此其價值更加引人注目。
青城派掌門人余滄海為奪取劍譜，不惜將林震南一家滅門，但林震南之子林平之被華山派掌門岳不羣救回並收為旗下弟子，而林震南死前請令狐沖轉告遺言，讓林平之守住劍譜的秘密。由於辟邪劍法威名太盛，加上令狐冲得華山派劍宗遺老風清揚傳授獨孤九劍後武功大進，使其曾被岳、林二人懷疑偷學劍法。後來劍譜輾轉落入岳不羣手中，岳不羣記熟劍譜後將之從臥室丟出窗外，被在外偷聽的林平之暗中搶回，岳、林二人靠著劍譜練成驚人武功。在五嶽併派大會上，岳不羣與左冷禪在封禪台上決鬥，以真劍法對抗左冷禪的假劍法，點瞎對方雙目取勝（其身法當時已被令狐沖和任盈盈認出屬東方不敗的武功一路），成為五嶽派的掌門人，林平之亦用此劍法報卻滅門之仇。
此功是以「快」為主，但是只要時間一久，劍招便會重複，破綻亦會隨之顯露，令狐沖憑此破解了辟邪劍法。單以劍招而論，辟邪劍法的威力不見得遜於獨孤九劍，但招式不免有窮盡之時，只講求劍意的獨孤九劍便勝過辟邪劍法甚多。
與《葵花寶典》修行方法一樣，劍譜的第一道法訣即為「武林稱雄，揮劍自宮」，否則修煉時會立即慾火如焚，登時走火入魔，僵癱而死。小說後段記述勞德諾在左冷禪死後曾自稱習得該絕學試圖向日月神教獻媚，但最終因自學劍法不得其法而武功盡廢。

## 內部連結
- 葵花寶典
- 玉女心经
- 先天功
- 九阴真经